# Leiothrix distichoclada
Leiothrix distichoclada är en gräsväxtart som beskrevs av Theodor Carl Karl Julius Herzog. Leiothrix distichoclada ingår i släktet Leiothrix och familjen Eriocaulaceae. Inga underarter finns listade i Catalogue of Life.